# Безруков Олександр Павлович
Олександр Павлович Безруков (1907 — 1979) — український радянський легкоатлет. Заслужений майстер спорту (1934).

## Біографічні відомості
На всеукраїнській спартакіаді 1927 року встановив два республіканських рекорди: у потрійному стрибку подолав відстань у 12,65 метри, а в стрибках з місця у висоту — 1,47 м. Наступного року відбулася Всесоюзна спартакіада, де збірна УСРР посіла друге місце. Особистий внесок Олександра Безрукова у це досягнення — три других і три третіх місця в різних дисциплінах.
1934 року 22-м найкращим радянським спортсменам було присвоєно почесне звання «Заслужений майстер спорту». Серед них двоє представників України: харківський футболіст Іван Привалов і київський легкоатлет Олександр Безруков. 1937 року нагороджений орденом «Знак Пошани».
Виступав за спортивні товариства «Динамо» (Київ) і Київського військового округу. Чемпіон СРСР у бігу на 100 метрів з бар'єрами (1931, 1934). У складі збірної виїжджав у закордонні поїздки. Зокрема, 1935 року брав участь у турнірі у Фінляндії, де посів перше місце у бігу на 100 метрів з бар'єрами.
1938 року заарештований як «ворог народу» і був направлений до Карагандинського виправного трудового табору (Карлагу). Після смерті Сталіна був реабілітований, йому повернули нагороди, почесні звання і дозволили працювати тренером-викладачем. Спочатку працевлаштувався на стадіоні «Спартак» (Біла Церква). Після повної реабілітації повернувся до Києва, де працював за фахом.